# Parikeberg
De Parikeberg is een heuvel in de Vlaamse Ardennen gelegen in Parike.

## Wielrennen
De helling is meermaals opgenomen in de Ronde van Vlaanderen, maar nooit officieel in het wedstrijdboek vermeld. Iets meer naar het westen gaat de Koestraat en de Fayte dezelfde heuvelrug op.
De helling ligt in de laatste edities altijd tussen Tenbosse en de Muur-Kapelmuur.
In 2007 en 2008 komt ze niet voor in het parcours vanwege wegenwerken. Dan volgt na Tenbosse de Eikenmolen.
In 1950 werd de helling opgenomen in de Omloop Het Volk. In de jaren 50 ook in Dwars door België.